# コットンソフト
コットンソフト (英: COTTON SOFTWARE) は、日本のアダルトゲームのブランド。活動停止した「ねこねこソフト」の旧スタッフの有志が、共同で立ち上げたブランドである。パートナーブランドの一員。

## 概要

### 設立の経緯
ねこねこソフトは規模が大きくなりすぎたために維持できなくなり、2006年9月に活動を停止した。スタッフも、もともと自由にばらけて活動することが可能であったが、大半がまた同じメンバーでゲーム制作を続けたいと希望しており、そのために立ち上げられたという経緯がある。
なお、コットンソフトはねこねこソフトと同じ株式会社ソルジャーブルーのブランドである。また、以前の所在地は『銀色』開発当時のねこねこソフトの所在地でもあり、ねこねこソフトの所在地にもなっていた（片岡とも曰く「要はコットン開発室の台所の片隅に（ねこねこが）居候してる感じ」）。

### 特徴
『レコンキスタ』で原画家デビューを果たした笹井さじは、「原画ができそうだから」という理由で、原画未経験の人物を抜擢するというのは同ブランドの伝統的な流れのようだと、アダルトゲーム雑誌「テックジャイアン」2013年11月号に掲載されたインタビューの中で語っている。

## 作品一覧
- 2007年2月2日 - ナツメグ
- 2007年6月22日 - レコンキスタ
- 2007年12月14日 - ナギサの
- 2008年9月19日（C74にて先行販売） - ちょこっと!ファンディスク
- 2009年1月23日 - アンバークォーツ
- 2010年5月28日 - ぐらタン
- 2010年10月29日（C78にて先行販売） - ちょこっと!ファンディスク2
- 2012年7月27日 - 終わる世界とバースデイ
- 2013年6月28日 - 双子座のパラドクス
- 2014年9月26日 - 片恋ヴィジョナリー(ダウンロード専売)
- 2015年2月13日 - W妹ヴィジョナリー(ダウンロード専売)
- 2015年6月26日 - W恋ヴィジョナリー
- 2015年7月30日 - ナツメグ(PS Vita移植版)

上記の他に、『未来から来たお前の嫁だけど何か質問ある？（仮）』が企画されていたが没となった。

## 主なスタッフ
原画
- 司ゆうき
- あんころもち

シナリオ
- 木緒なち
- 秋津環
- 海富一
- 大月佑佑
- やなちぃ

グラフィック
- 鈴木屋16号店
- きゃるみぃ
- ハルちん
- ピカイチ
- シンイチロウ

広報
- 杉田銀子
- 片岡せいやん

経理
- 原T